# Coleophora lineatella
Coleophora lineatella é uma espécie de mariposa do gênero Coleophora pertencente à família Coleophoridae.